# Jean-Pierre Papin
Jean-Pierre Papin (sinh 5 tháng 11 năm 1963 tại Boulogne-sur-Mer, Pháp) là một trong những cầu thủ bóng đá xuất sắc của Pháp, giành Quả Bóng Vàng năm 1991.

## Sự nghiệp cầu thủ
Bắt đầu sự nghiệp cầu thủ chuyên nghiệp của mình tại câu lạc bộ Brugge năm 1985, nhưng ông đạt đến đỉnh cao khi chơi tại câu lạc bộ hàng đầu Pháp là Olympique Marseille ở vị trí trung phong với năm lần liên tiếp đoạt chức vua phá lưới giải vô địch quốc gia Pháp, từ 1988 đến 1992.
Mùa bóng 1992-1993, Papin chuyển sang A.C. Milan và gặp lại Olympique Marseille trong trận chung kết Champions League năm 1993. Kết quả là đội bóng mới của ông đã thua đội bóng cũ 0-1. Sau đó, Papin lần lượt trải qua các câu lạc bộ Bayern München, Girondins de Bordeaux, Guingamp trước khi giải nghệ năm 1999.
Sau khi từ giã sự nghiệp thi đấu chuyên nghiệp, ông tiếp tục chơi bóng cho đến năm 40 tuổi, khi đầu quân cho các đội bóng nghiệp dư gần nơi mình sinh sống: Jeunesse sportive Saint-Pierroise (tại đảo Reunion) và US Cap-Ferret, nơi ông đã ghi được tổng cộng 140 bàn trong ba mùa bóng.
Papin chơi cho đội tuyển Pháp 54 trận từ năm 1986 đến năm 1995, ghi 30 bàn. Thành tích cao nhất của ông khi chơi cho đội tuyển quốc gia là hạng ba World Cup 1986 tại México. Ông đoạt giải Quả bóng vàng châu Âu 1991. Papin cũng có trong danh sách 125 cầu thủ hay nhất thế giới còn sống do FIFA bình chọn năm 2004, với những pha ngả bàn đèn đã trở thành kinh điển. Kỹ thuật này là thành quả của sự khổ luyện trong nhiều năm của ông, độ chuẩn xác và uy lực của cú sút bù đắp cho thể hình có phần khiêm tốn của Papin. Nó khiến cho ông trở thành một mẫu tiền đạo vô cùng độc đáo, khi là một trung phong cắm nhưng lại có khả năng ghi bàn từ xa. Ngày nay, động tác này mang tên ông, các cú papinade.

## Sự nghiệp Huấn luyện viên
Trong những năm thi đấu cho US Cap-Ferret, Papin tranh thủ thi lấy bằng Huấn luyện viên. CLB đầu tiên mà ông dẫn dắt là FC Bassin d'Arcachon, một đội thi đấu tại Division d'Honneur (Giải hạng 6 Pháp) nằm tại miền Tây nước Pháp. Dưới sự dẫn dắt của ông, đội đã giành được cúp vùng Nouvelle-Aquitaine cũng như quyền thăng hạng, lên chơi ở giải CFA 2 (hạng 5) ở mùa bóng 2004-2005.
Đội bóng chuyên nghiệp đầu tiên mời ông về huấn luyện là RC Strasbourg tại mùa giải 2006-2007 ngay sau khi họ bị xuống hạng. Papin đã lèo lái đội khá thành công, giúp đội trở lại Ligue 1 chỉ sau đúng một năm thi đấu tại giải hạng hai. Nhưng tại cuối mùa bóng này, vì một số vấn đề nội bộ mà ông không tiếp tục dẫn dắt đội. Trong mấy tháng thất nghiệp, nhiều thông tin tuyên bố đội Trung Quốc có mời ông về làm Huấn luyện viên trưởng đội tuyển quốc gia nước này nhưng ông từ chối. Ông cũng từ chối về dẫn dắt FC Nantes Atlantique.
Khi giải vô địch Pháp năm 2007-2008 khởi tranh được 4 vòng đấu, ông chính thức thay thế huấn luyện viên gạo cội Guy Roux về cầm quân RC Lens sau những kết quả khá thất vọng của đội này tại đầu mùa bóng. Nhưng Papin cũng không thể giúp đội giành quyền trụ hạng thành công với lực lượng cầu thủ không phải do ông lựa chọn trước khi mùa giải diễn ra. Kết thúc mùa bóng ông thôi giữ chức huấn luyện viên trưởng của RC Lens. Ngay sau đó ông có một số lời đề nghị khác (như của FC Nantes Atlantique hay Châteauroux) nhưng sau kinh nghiệm trên ông đều từ chối khi đánh giá chưa tìm được đội bóng và môi trường làm việc thích hợp.

## Các danh hiệu

### Với Đội tuyển Pháp
- Giải vô địch bóng đá thế giới
  - Thứ 3 tại Mexico 1986
- Giải vô địch bóng đá châu Âu
  - Dự vòng chung kết năm 1992

### Với câu lạc bộFC Brugge
- Cúp Quốc gia Bỉ: 1986

### Với câu lạc bộOlympique Marseille
- Vô địch Pháp: 1989, 1990, 1991, 1992
- Cúp Quốc gia Pháp: 1989

### Với câu lạc bộA.C. Milan
- UEFA Champions League: 1994
- Vô địch Ý: 1993, 1994
- Siêu cúp bóng đá Ý: 1992

### Với câu lạc bộFC Bayern München
- Cúp UEFA: 1996

### Các danh hiệu cá nhân
- Quả bóng vàng châu Âu 1991
- Vua phá lưới Ligue 1 5 năm liên tiếp: 1988, 1989, 1990, 1991, 1992
- Vua phá lưới Cúp C1 3 năm liên tiếp: 1990, 1991, 1992
- Nhận Bắc đẩu bội tinh năm 2005
- Được Pelé đưa vào danh sách FIFA 100

## Thống kê thành tích từng mùa giải
| 303 bàn thắng/552 trận; 0,55 bàn/trận | 303 bàn thắng/552 trận; 0,55 bàn/trận | 303 bàn thắng/552 trận; 0,55 bàn/trận | 303 bàn thắng/552 trận; 0,55 bàn/trận | 303 bàn thắng/552 trận; 0,55 bàn/trận | 303 bàn thắng/552 trận; 0,55 bàn/trận | 303 bàn thắng/552 trận; 0,55 bàn/trận | 303 bàn thắng/552 trận; 0,55 bàn/trận | 303 bàn thắng/552 trận; 0,55 bàn/trận | 303 bàn thắng/552 trận; 0,55 bàn/trận |
| CLB                                   | Mùa giải                              | Giải Hạng 3                           | Giải Hạng 3                           | Cúp châu Âu                           | Cúp châu Âu                           | ĐTQG                                  | ĐTQG                                  | Tổng cộng                             | Tổng cộng                             |
| CLB                                   | Mùa giải                              | Số trận                               | Bàn thắng                             | Số trận                               | Bàn thắng                             | Số trận                               | Bàn thắng                             | Số trận                               | Bàn thắng                             |
| ------------------------------------- | ------------------------------------- | ------------------------------------- | ------------------------------------- | ------------------------------------- | ------------------------------------- | ------------------------------------- | ------------------------------------- | ------------------------------------- | ------------------------------------- |
| INF Vichy                             | 1983-1984                             | 29                                    | 10                                    | -                                     | -                                     | -                                     | -                                     | 29                                    | 10                                    |
| CLB                                   | Mùa giải                              | Ligue 2                               | Ligue 2                               | Cúp châu Âu                           | Cúp châu Âu                           | ĐTQG                                  | ĐTQG                                  | Tổng cộng                             | Tổng cộng                             |
| CLB                                   | Mùa giải                              | Số trận                               | Bàn thắng                             | Số trận                               | Bàn thắng                             | Số trận                               | Bàn thắng                             | Số trận                               | Bàn thắng                             |
| Valenciennes FC                       | 1984-1985                             | 33                                    | 15                                    | -                                     | -                                     | -                                     | -                                     | 33                                    | 15                                    |
| CLB                                   | Mùa giải                              | Giải hạng Nhất                        | Giải hạng Nhất                        | Cúp UEFA                              | Cúp UEFA                              | ĐTQG                                  | ĐTQG                                  | Tổng cộng                             | Tổng cộng                             |
| CLB                                   | Mùa giải                              | Số trận                               | Bàn thắng                             | Số trận                               | Bàn thắng                             | Số trận                               | Bàn thắng                             | Số trận                               | Bàn thắng                             |
| FC Bruges                             | 1985-1986                             | 33                                    | 20                                    | 4                                     | 5                                     | 5                                     | 2                                     | 42                                    | 27                                    |
| CLB                                   | Mùa giải                              | Ligue 1                               | Ligue 1                               | Cúp châu Âu                           | Cúp châu Âu                           | ĐTQG                                  | ĐTQG                                  | Tổng cộng                             | Tổng cộng                             |
| CLB                                   | Mùa giải                              | Số trận                               | Bàn thắng                             | Số trận                               | Bàn thắng                             | Số trận                               | Bàn thắng                             | Số trận                               | Bàn thắng                             |
| Marseille                             | 1986-1987                             | 33                                    | 13                                    | -                                     | -                                     | 4                                     | 0                                     | 37                                    | 13                                    |
| Marseille                             | 1987-1988                             | 37                                    | 19                                    | 8                                     | 4                                     | 4                                     | 0                                     | 49                                    | 23                                    |
| Marseille                             | 1988-1989                             | 36                                    | 22                                    | -                                     | -                                     | 6                                     | 1                                     | 42                                    | 23                                    |
| Marseille                             | 1989-1990                             | 36                                    | 30                                    | 8                                     | 6                                     | 5                                     | 4                                     | 49                                    | 40                                    |
| Marseille                             | 1990-1991                             | 36                                    | 23                                    | 9                                     | 16                                    | 5                                     | 6                                     | 50                                    | 45                                    |
| Marseille                             | 1991-1992                             | 37                                    | 27                                    | 4                                     | 7                                     | 9                                     | 9                                     | 50                                    | 43                                    |
| CLB                                   | Mùa giải                              | Serie A                               | Serie A                               | Cúp C1                                | Cúp C1                                | ĐTQG                                  | ĐTQG                                  | Tổng cộng                             | Tổng cộng                             |
| CLB                                   | Mùa giải                              | Số trận                               | Bàn thắng                             | Số trận                               | Bàn thắng                             | Số trận                               | Bàn thắng                             | Số trận                               | Bàn thắng                             |
| AC Milan                              | 1992-1993                             | 22                                    | 13                                    | 7                                     | 3                                     | 6                                     | 3                                     | 35                                    | 19                                    |
| AC Milan                              | 1993-1994                             | 18                                    | 5                                     | 6                                     | 4                                     | 8                                     | 4                                     | 32                                    | 13                                    |
| CLB                                   | Mùa giải                              | Bundesliga                            | Bundesliga                            | Cúp châu Âu                           | Cúp châu Âu                           | ĐTQG                                  | ĐTQG                                  | Tổng cộng                             | Tổng cộng                             |
| CLB                                   | Mùa giải                              | Số trận                               | Bàn thắng                             | Số trận                               | Bàn thắng                             | Số trận                               | Bàn thắng                             | Số trận                               | Bàn thắng                             |
| Bayern Munich                         | 1994-1995                             | 7                                     | 1                                     | 3                                     | 2                                     | 2                                     | 1                                     | 12                                    | 4                                     |
| Bayern Munich                         | 1995-1996                             | 20                                    | 2                                     | 5                                     | 1                                     | -                                     | -                                     | 25                                    | 3                                     |
| CLB                                   | Mùa giải                              | Ligue 1                               | Ligue 1                               | Cúp UEFA                              | Cúp UEFA                              | ĐTQG                                  | ĐTQG                                  | Tổng cộng                             | Tổng cộng                             |
| CLB                                   | Mùa giải                              | Số trận                               | Bàn thắng                             | Số trận                               | Bàn thắng                             | Số trận                               | Bàn thắng                             | Số trận                               | Bàn thắng                             |
| Girondins de Bordeaux                 | 1996-1997                             | 32                                    | 16                                    | -                                     | -                                     | -                                     | -                                     | 32                                    | 16                                    |
| Girondins de Bordeaux                 | 1997-1998                             | 23                                    | 6                                     | 2                                     | -                                     | -                                     | -                                     | 23                                    | 6                                     |
| CLB                                   | Mùa giải                              | Ligue 2                               | Ligue 2                               | Cúp châu Âu                           | Cúp châu Âu                           | ĐTQG                                  | ĐTQG                                  | Tổng cộng                             | Tổng cộng                             |
| CLB                                   | Mùa giải                              | Số trận                               | Bàn thắng                             | Số trận                               | Bàn thắng                             | Số trận                               | Bàn thắng                             | Số trận                               | Bàn thắng                             |
| En Avant de Guingamp                  | 1998-1999                             | 10                                    | 3                                     | -                                     | -                                     | -                                     | -                                     | 10                                    | 3                                     |
| Tổng cộng                             |                                       | 442                                   | 225                                   | 56                                    | 48                                    | 54                                    | 30                                    | 552                                   | 303                                   |

## Bàn thắng cho đội tuyển quốc gia
| #      | Ngày                 | Địa điểm                                             | Đối thủ     | Kết quả      | Giải đấu                 |
| ------ | -------------------- | ---------------------------------------------------- | ----------- | ------------ | ------------------------ |
| 1      | 1 tháng 6 năm 1986   | Sân vận động León, León, México                      | Canada      | 1–0          | World Cup 1986           |
| 2      | 28 tháng 6 năm 1986  | Sân vận động Cuauhtémoc, Puebla, México              | Bỉ          | 4–2 (s.h.p.) | World Cup 1986           |
| 3      | 28 tháng 9 năm 1988  | Sân vận động Công viên các Hoàng tử, Paris, Pháp     | Na Uy       | 1–0          | Vòng loại World Cup 1990 |
| 4, 5   | 16 tháng 8 năm 1989  | Sân vận động Malmö, Malmö, Thụy Điển                 | Thụy Điển   | 4–2          | Giao hữu                 |
| 6      | 5 tháng 9 năm 1989   | Sân vận động Ullevaal, Oslo, Na Uy                   | Na Uy       | 1–1          | Vòng loại World Cup 1990 |
| 7      | 28 tháng 2 năm 1990  | Sân vận động Mosson, Montpellier, Pháp               | Tây Đức     | 2–1          | Giao hữu                 |
| 8      | 5 tháng 9 năm 1990   | Laugardalsvöllur, Reykjavík, Iceland                 | Iceland     | 2–1          | Vòng loại Euro 1992      |
| 9, 10  | 13 tháng 10 năm 1990 | Sân vận động Công viên các Hoàng tử, Paris, Pháp     | Tiệp Khắc   | 2–1          | Vòng loại Euro 1992      |
| 11     | 20 tháng 2 năm 1991  | Sân vận động Công viên các Hoàng tử, Paris, Pháp     | Tây Ban Nha | 3–1          | Vòng loại Euro 1992      |
| 12, 13 | 30 tháng 3 năm 1991  | Sân vận động Công viên các Hoàng tử, Paris, Pháp     | Albania     | 5–0          | Vòng loại Euro 1992      |
| 14     | 14 tháng 8 năm 1991  | Sân vận động Miejski, Poznań, Ba Lan                 | Ba Lan      | 5–1          | Giao hữu                 |
| 15, 16 | 4 tháng 9 năm 1991   | Tehelné pole, Bratislava, Slovakia                   | Tiệp Khắc   | 2–1          | Vòng loại Euro 1992      |
| 17     | 12 tháng 10 năm 1991 | Sân vận động Benito Villamarín, Sevilla, Tây Ban Nha | Tây Ban Nha | 2–1          | Vòng loại Euro 1992      |
| 18, 19 | 25 tháng 3 năm 1992  | Sân vận động Công viên các Hoàng tử, Paris, Pháp     | Bỉ          | 3–3          | Giao hữu                 |
| 20     | 5 tháng 6 năm 1992   | Sân vận động Félix Bollaert, Lens, Pháp              | Hà Lan      | 1–1          | Giao hữu                 |
| 21     | 10 tháng 6 năm 1992  | Sân vận động Råsunda, Solna, Thụy Điển               | Thụy Điển   | 1–1          | Euro 1992                |
| 22     | 17 tháng 6 năm 1992  | Sân vận động Malmö, Malmö, Thụy Điển                 | Đan Mạch    | 1–2          | Euro 1992                |
| 23     | 14 tháng 10 năm 1992 | Sân vận động Công viên các Hoàng tử, Paris, Pháp     | Áo          | 2–0          | Vòng loại World Cup 1994 |
| 24     | 14 tháng 11 năm 1992 | Sân vận động Công viên các Hoàng tử, Paris, Pháp     | Phần Lan    | 2–1          | Vòng loại World Cup 1994 |
| 25     | 27 tháng 3 năm 1993  | Sân vận động Ernst Happel, Viên, Áo                  | Áo          | 1–0          | Vòng loại World Cup 1994 |
| 26     | 28 tháng 7 năm 1993  | Sân vận động Michel d'Ornano, Caen, Pháp             | Nga         | 3–1          | Giao hữu                 |
| 27     | 8 tháng 9 năm 1993   | Sân vận động Ratina, Tampere, Phần Lan               | Phần Lan    | 2–0          | Vòng loại World Cup 1994 |
| 28     | 22 tháng 3 năm 1994  | Sân vận động Gerland, Lyon, Pháp                     | Chile       | 3–1          | Giao hữu                 |
| 29     | 29 tháng 5 năm 1994  | Sân vận động Quốc gia, Tokyo, Nhật Bản               | Nhật Bản    | 4–1          | Kirin Cup                |
| 30     | 13 tháng 12 năm 1994 | Sân vận động Hüseyin Avni Aker, Trabzon, Thổ Nhĩ Kỳ  | Azerbaijan  | 2–0          | Vòng loại Euro 1996      |